# Kalkmjölk
Kalkmjölk är en uppslamning av kalciumhydroxid (släckt kalk, Ca(OH)2) i kalkvatten, det vill säga i en mättad vattenlösning av detsamma.
Kalkmjölk används bland annat i traditionell kalkputs och som kalkfärg.